# Юловское сельское поселение (Сальский район)
Юловское се́льское поселе́ние — муниципальное образование в Сальском районе Ростовской области Российской Федерации.
Административный центр — посёлок Юловский.

## Состав сельского поселения
| № | Населённый пункт | Тип населённого пункта          | Население |
| - | ---------------- | ------------------------------- | --------- |
| 1 | Белозёрный       | посёлок                         | ↗1700     |
| 2 | Кермек           | посёлок                         | 207       |
| 3 | Супрун           | посёлок                         | 601       |
| 4 | Юловский         | посёлок, административный центр | 1751      |

## Население
| 2010  | 2012  | 2013  | 2014  | 2015  | 2016  | 2017  |
| ----- | ----- | ----- | ----- | ----- | ----- | ----- |
| 3919  | ↘3844 | ↘3790 | ↘3732 | ↘3683 | ↘3632 | ↘3617 |
| 2018  | 2019  | 2020  | 2021  |       |       |       |
| ↘3570 | ↘3516 | ↘3476 | ↘3418 |       |       |       |

## Археология
В 5 км к северо-востоку от хутора Юловский на берегу Весёловского водохранилища находится позднепалеолитическая стоянка Юловская (ок. 16 тыс. лет назад).